# Metal Gear Solid: The Twin Snakes
Metal Gear Solid: The Twin Snakes est un jeu vidéo d'action-infiltration développé par Silicon Knights en collaboration avec Konami CE Japan et édité par Konami en 2004 sur GameCube. Il s'agit du remake de Metal Gear Solid (1998), le jeu culte d'Hideo Kojima.
Le scénario du jeu reste identique à la version originale. Les cinématiques ont été entièrement repensées par le réalisateur Ryūhei Kitamura, notamment les scènes d'action, et la bande son réécrite (seul le générique de fin composé par Rika Muranaka est préservé tel quel, tandis que le thème principal de la série et celui de Psycho Mantis sont utilisés dans des remix).

## Scénario

### L'histoire
En février 2005, pendant un exercice sur l'île de Shadow Moses près des côtes de l'Alaska, un groupe de soldats génétiquement modifiés, les « soldats génomes », sous le commandement de l'unité Fox Hound se rebellent et prennent le contrôle des installations nucléaires. Le chef de la rébellion, Liquid Snake menace la Maison-Blanche d'un tir nucléaire si les restes de Big Boss, le plus grand soldat du XXe siècle, et un milliard de dollars ne leur sont pas remis.
À la demande du secrétaire à la défense, Roy Campbell, un ancien commandant de l'unité Fox Hound revient de sa retraite et demande l'aide de Solid Snake, un soldat d'élite, spécialiste de l'infiltration et ancien membre de Fox Hound, pour sauver les otages et éliminer la menace nucléaire. Solid Snake doit infiltrer le complexe aidé à distance par une équipe de spécialistes composé de Roy Campbell, Mei Ling, Naomi Hunter, Nastasha Romanenko et Master Miller.

#### Les otages
Peu après avoir réussi à infiltrer le complexe, Snake localise les cellules où sont détenus Donald Anderson, le chef du DARPA, et Meryl Silverburgh, une bleue qui est la nièce du Colonel (si elle meurt à la fin on apprend que c'est en fait sa fille). Cependant Anderson meurt d'une crise cardiaque peu après lui avoir expliqué que seul deux codes peuvent activer les armes nucléaires ; l'un étant détenu par lui (mais qu'il aurait révélé après une intrusion mentale de Psycho Mantis dans son esprit), et l'autre par Baker, le président d'ArmsTech. Meryl profitant d'un moment d'inattention du garde, Johnny Sasaki, s'enfuit avec l'aide de Snake.
Peu après, Snake trouve Kenneth Baker qui — après un duel entre Snake et Revolver Ocelot, auquel met fin un mystérieux ninja en coupant la main droite de Revolver Ocelot — lui explique que pour désactiver le Metal Gear, un tank mobile pouvant lancer des missiles nucléaires conçus sur l'ile, il doit se servir d'une carte variant selon la température qui a été confiée à Meryl. Baker meurt lui aussi d'une crise cardiaque, inquiétant Snake sur les raisons de ces morts subites.
Snake continue sa route, affronte Vulcan Raven, puis le mystérieux ninja (alias Gray Fox mais on l'apprend à la fin du combat et DEEPTHROAT (on le sait quand Fox aide Snake contre le MG-Rex et revèle son lien avec Naomi) et enfin, fait la rencontre d'Hal Emmerich, un scientifique ayant participé au développement du Metal Gear. Meryl et Snake s'organisent alors pour rejoindre le hangar où se trouve le Metal Gear REX. De plus, Meryl donne à Snake la seule carte qu'on lui avait confiée. Sur la route, ils éliminent Psycho Mantis puis Meryl est sévèrement blessée par Sniper Wolf qui les a pris en embuscade. Snake se voit obligé de rebrousser chemin pour récupérer une arme de tir à distance (un PSG-1) mais à son retour, Meryl a disparu. Snake affronte Wolf et parvient à la mettre KO. Alors qu'il se dirige vers la position de Sniper Wolf, celle-ci fait irruption avec des soldats et le capture.

#### Le choix
Le chef présumé des terroristes, Liquid Snake révèle alors que lui-même et Solid sont deux frères, clones génétiques de Big Boss, issus du projet « Les Enfants Terribles » (en français dans le texte). Ce projet datant de 1972, avait pour but de créer le guerrier le plus puissant possible en utilisant comme modèle Big Boss, c'est-à-dire le plus grand soldat du XXe siècle. Les scientifiques ont ainsi pu obtenir après recherches les gènes caractérisants le soldat parfait. Un embryon de l'assistante japonaise du Dr. Clark a été fécondé avec l'ADN de Big Boss et transférés dans l'utérus d'EVA, un autre membre des Patriotes, qui se porta volontaire pour être la mère porteuse. Après plusieurs essais ratés ils réussissent enfin, huit clones ont été faits et seuls trois ont survécu officiellement : Solid Snake, Liquid Snake et Solidus Snake. Liquid avoue haïr Snake car celui-ci aurait reçu les gènes dominants de l'ADN de Big Boss alors que lui, n'aurait que les gènes récessifs et surtout aussi parce qu'il désirait se venger de son père Big Boss de lui avoir donné les gènes récessifs, désir qui lui a été ôté par Solid Snake. Snake est ensuite torturé par Revolver Ocelot qui cherche à obtenir des informations. Le joueur est alors soumis à un choix qui influencera la fin du jeu. Il peut choisir de résister à la torture ou d'abandonner. Il est ensuite emprisonné dans une cellule avec le cadavre de Donald Anderson. Il faut aussi préciser que si vous résistez a la torture, vous gagnerez le bandana de Meryl, à la fin du jeu, qui permet d'avoir les munitions infinies. Si vous choisissez de ne pas résister (en appuyant sur la touche Select) Meryl sera tuée et, à la fin du jeu, vous recevrez le camouflage optique.

#### En direction du Metal Gear
Snake s'échappe finalement, et parvient à rejoindre la porte du hangar où est entreposé le Metal Gear après avoir vaincu Liquid aux commandes d'un Hind-D et Sniper Wolf dans un second duel aux fusils à lunette. Master Miller, le contacte alors pour lui annoncer qu'il soupçonne Naomi Hunter d'avoir menti. Solid rencontre alors Vulcan Raven. Celui-ci, blessé et sur le point de rendre son dernier souffle lui révèle que le chef du Darpa qu'il avait vu mourir était en fait Decoy Octopus déguisé. Snake et Roy Campbell sont ensuite informés par Miller que Naomi a envoyé à plusieurs reprises des messages codés vers l'île de Shadow Moses ; Miller l'accuse donc d'être une traîtresse à la solde de Fox Hound. Il révèle aussi que Snake est le porteur du virus « FoxDie » ; un virus génétiquement modifié permettant de tuer, en simulant une crise cardiaque, des personnes spécifiques qui rentrent en contact avec le virus ou le porteur.
Snake atteint le Metal Gear, et rejoint la salle de contrôle. Otacon, qui a réussi à pirater les fichiers concernant le Metal Gear, explique à Snake le secret de la carte. Conçu dans un matériau thermo-déformable, cette carte change de forme suivant sa température. Snake utilise donc sa carte trois fois après avoir pris soin de la faire changer de température.

#### La destruction du Metal Gear
Une alarme se déclenche aussitôt confirmant l'activation des armes nucléaires. Au grand désarroi de Solid Snake, Miller révèle sa véritable identité, Liquid Snake, et lui explique alors comment il  l'a manipulé depuis le début ; le chef du DARPA était mort sous la torture avant d'avoir révélé son code de mise à feu, Baker leur avait avoué l'existence des trois clés avec lesquelles Solid Snake vient d'activer l'arsenal nucléaire au lieu de l'arrêter.
Liquid prend alors place dans le cockpit du Metal Gear REX. Il ne reste plus qu'une seule solution à Solid pour enrayer la menace nucléaire : le détruire. Le combat commence, et alors que Liquid prend le dessus, le ninja fait son apparition. Il révèle à Snake qu'il n'est autre que celui qui avait adopté Naomi après avoir tué ses parents. Puis, Gray Fox détruit le radar du Metal Gear au prix de sa propre vie. Liquid, privé de radar et obligé d'ouvrir le cockpit s'il ne veut pas rester aveugle, s'expose ainsi au danger. Enfin, Snake réussit à détruire le Metal Gear mais perd connaissance après l'explosion occasionnée par la destruction du Metal Gear.
À son réveil sur le haut de la carcasse du Metal Gear, Liquid lui parle du projet « Les Enfants Terribles » et lui montre le corps inanimé de Meryl (suivant le choix effectué pendant la séance de torture, Meryl est vivante ou non, vivante si le joueur était parvenu à résister, morte sinon). Campbell rentre alors en contact avec Snake pour lui expliquer qu'il avait été démis de ses fonctions par le secrétaire à la défense Jim Houseman qui avait l'intention de lâcher une ogive nucléaire sur le site afin de supprimer toute trace de la rébellion. Liquid, avide de revanche, engage un combat au corps à corps avec Solid Snake qui parvient à pousser Liquid dans le vide. Snake retrouve ensuite soit Meryl, soit Otacon (suivant le choix effectué lors de la séance de torture). Ils prennent place dans une Jeep et s'engagent dans un tunnel rejoignant la sortie. Cependant, Liquid est lui aussi dans une Jeep à leurs trousses. Après un affrontement violent tout le long du tunnel, les deux jeeps se percutent et se renversent à la sortie du tunnel. Liquid, qui n'est toujours pas mort, est sur le point d'achever Snake, mais il meurt, brutalement frappé par le virus FoxDie.
Finalement, Campbell qui a retrouvé ses pouvoirs sur l'impulsion du président George Sears annule le tir nucléaire, et aide Snake à disparaître dans la nature et à le faire passer pour mort.

#### L'appel téléphonique
Peu après les crédits, le joueur peut entendre une discussion téléphonique entre Revolver Ocelot et le président des États-Unis. Le joueur apprend alors que Liquid était dans l'erreur et que c'était lui qui possédait les gènes supérieur à Snake. Ocelot déclare aussi qu'il est en possession des données des exercices du Metal Gear et qu'il est sur le point de les vendre sur le marché noir. La conversation continue dans le cas où le joueur a résisté à la torture, et l'on apprend alors que l'interlocuteur d'Ocelot est le troisième clone de Big Boss : Solidus Snake. De plus, Ocelot termine la conversation en disant : « Oui. Merci. Au revoir… M. le président. » (la phrase est la même que dans Metal Gear Solid 3)

#### L'île de Shadow Moses
C'est une île imaginaire, située dans un archipel réel : l'archipel Fox (en Alaska) qui abrite des installations militaires. De par son isolement, ce site a été choisi par le gouvernement des États-Unis comme centre de recyclage d'armes nucléaires et comme site de test de nouvelles technologies nucléaires.
En collaboration avec le DARPA, la société ArmsTech y élabore un Metal Gear ; et parmi les ingénieurs travaillant sur ce projet se trouve Hal Emmerich.

## Système de jeu
Si le jeu reprend les principaux éléments de Metal Gear Solid (se plaquer contre un mur, ramper) il s'enrichit des ajouts de gameplay de Metal Gear Solid 2: Sons of Liberty : possibilité de cacher des soldats dans les casiers, de tirer en vue à la première personne, nouvelles armes et objets (dont le pistolet tranquillisant M9)

### Modes
Deux nouveaux modes font leur apparition:
Boss Survival, permettant d'affronter à la suite tous les boss du jeu.
Demo theater, permettant de revoir toutes les cinématiques du jeu et des deux scénarios différents.

### Dog tags
Comme dans MGS2, le joueur peut maintenant faire la quête des dog tags des ennemis, notamment celle de Johnny Sasaki s'il endort Meryl Silverburgh ainsi que celles des boss du jeu.

### Ajouts spéciaux de Nintendo
Shigeru Miyamoto et une partie de Nintendo Entertainment Analysis and Development ayant également participé au développement, on trouve des références à l'univers Nintendo un peu partout:
Lors du combat contre le Ninja, on peut voir sur un bureau une figurine de Mario et une figurine de Yoshi. Celle de Mario, si le joueur tire dessus, rends des vies en émettant un son repris des jeux Super Mario Bros.; quant à celle de Yoshi le joueur peut entendre le cri caractéristique du dinosaure en tirant également dessus.
Toujours dans la pièce du combat contre le Ninja, une console GameCube (avec une manette Wavebird) est branchée sur une télévision, remplaçant alors la PS1 de la version d'origine.
Avant le combat contre Psycho Mantis, celui-ci lit l'esprit du joueur (en fait sa memory card) et fait une référence aux jeux Super Smash Bros. Melee, Super Mario Sunshine, The Legend of Zelda: The Wind Waker et Eternal Darkness si leurs sauvegardes s'y trouvent.
Dans la pièce du combat contre Psycho Mantis, on peut voir au-dessus du bureau les portraits de Shigeru Miyamoto (Nintendo), Hideo Kojima (Konami) et Denis Dyack (Silicon Knights).
Dans l'un des casiers de l'armurerie se trouve un poster du jeu Eternal Darkness.
Si le joueur regarde un magazine censé distraire les gardes, il y verra Alexandra Roivas, l'héroïne du jeu Eternal Darkness.

## Voix
Pour ce jeu, seul un doublage américain a été réalisé (les autres MGS comportant au moins un doublage japonais). Bien que le doublage ait été entièrement refait, les personnages sont joués par les mêmes comédiens que dans le jeu original à l'exception des soldats ennemis ainsi que de Gray Fox, qui est désormais incarné par Rob Paulsen (Nintendo ne voulant pas qu'un seul comédien double deux personnages importants). La traduction a également été retravaillée.

### Distribution
- Solid Snake : David Hayter
- Liquid Snake : Cam Clarke
- Meryl Silverburgh : Debi Mae West
- Dr Naomi Hunter : Jennifer Hale
- Dr Hal "Otacon" Emmerich : Christopher Randolph
- Colonel Roy Campbell : Paul Eiding
- Mei Ling : Kim Mai Guest
- Donald Anderson : Greg Eagles
- Gray Fox : Rob Paulsen
- Nastasha Romanenko : Renee Raudman
- Revolver Ocelot : Patric Zimmerman
- Vulcan Raven : Peter Lurie
- Psycho Mantis : Doug Stone
- Sniper Wolf/Ordinateur PAL : Tasia Valenza
- Kenneth Baker : Allan Lurie
- Jim Houseman : William Bassett
- Soldats ennemis : Granville Van Dusen, Steven Blum, Scott Menville, Scott Bullock, Scott Dolph
- Johnny Sasaki : Dean Schofield